# Oberea leucothrix
Oberea leucothrix là một loài bọ cánh cứng trong họ Cerambycidae. Nó được Toyoshima mô tả năm 1982.